# Avraham Šechterman
Avraham Šechterman (hebrejsky: אברהם שכטרמן, žil 3. prosince 1910 – 7. prosince 1986) byl izraelský politik a bývalý poslanec Knesetu za strany Gachal a Likud.

## Biografie
Narodil se ve městě Oděsa v tehdejší Ruské říši (dnes Ukrajina). V roce 1924 přesídlil do dnešního Izraele. Absolvoval střední školu v Rusku a v Tel Avivu a vystudoval strojírenství na Gentské univerzitě v Belgii.

## Politická dráha
V roce 1927 zapojil do mládežnické sionistické organizace Bejtar. Byl jedním z jejích velitelů v mandátní Palestině. Během studií v Gentu předsedal organizaci židovských studentů. V roce 1932–1934 patřil mezi zakladatele vesnice Kfar Ja'bec. Od roku 1936 se zapojil do židovských jednotek Irgun. V letech 1943–1946 vedl továrnu na potaš u Mrtvého moře. Patřil mezi průkopníky aviatiky v Izraeli, v letech 1939–1945 vedl telavivský pilotní klub. V letech 1955–1965 byl členem samosprávy města Tel Aviv a v letech 1957–1959 místostarostou.
V izraelském parlamentu zasedl poprvé po volbách v roce 1969, do nichž šel za Gachal. Byl předsedou výboru pro ekonomické záležitosti a členem finančního výboru. Na kandidátce Likudu pak do Knesetu pronikl po volbách v roce 1973, po nichž se stal předsedou výboru pro vzdělávání a kulturu a předsedou společného výboru pro zajištění dobrých vztahů mezi židovskou a drúzskou populací. Ve volbách v roce 1977 mandát neobhájil.